# Айдетите, Неринга
Неринга Айдетите (лит. Neringa Aidietytė; род. 5 июня 1983, Вильнюс) — литовская легкоатлетка, специалистка по спортивной ходьбе. Выступала за сборную Литвы по лёгкой атлетике в 2004—2016 годах, участница ряда крупных международных соревнований, в том числе двух летних Олимпийских игр.

## Биография
Неринга Айдетите родилась 5 июня 1983 года в Вильнюсе, Литовская ССР.
Дебютировала в лёгкой атлетике на взрослом международном уровне в сезоне 2004 года, когда вошла в состав литовской национальной сборной и выступила на Кубке мира по спортивной ходьбе в Наумбурге, где на дистанции 20 км заняла 69 место.
В 2005 году в той же дисциплине была седьмой на молодёжном чемпионате Европы в Эрфурте.
В 2006 году стартовала на Кубке мира в Ла-Корунье, но не финишировала и не показала никакого результата.
Будучи студенткой, в 2007 году представляла страну на летней Универсиаде в Бангкоке, где в дисциплине 20 км финишировала пятой.
В 2008 году на 20-километровой дистанции показала 32 результат на Кубке мира в Чебоксарах.
В 2009 году стартовала на Кубке Европы в Меце и на Универсиаде в Белграде: в первом случае сошла с дистанции, во втором — была дисквалифицирована.
На чемпионате Европы 2010 года в Барселоне в ходьбе на 20 км стала пятнадцатой.
В 2011 году заняла 23 место на Кубке Европы в Ольяне, тогда как на чемпионате мира в Тэгу получила дисквалификацию. Одержала победу в зачёте литовского национального первенства в помещении в ходьбе на 3000 метров.
В 2012 году заняла 53 место на Кубке мира в Саранске. Выполнив олимпийский квалификационный норматив 1:33:30, удостоилась права защищать честь страны на летних Олимпийских играх в Лондоне — в программе ходьбы на 20 км показала время 1:34:01 и расположилась на 39 строке итогового протокола.
После лондонской Олимпиады Айдетите осталась в составе легкоатлетической команды Литвы на ещё один олимпийский цикл и продолжила принимать участие в крупнейших международных соревнованиях. Так, в 2013 году она отметилась выступлением на Кубке Европы в Дудинце, где сошла с дистанции, побывала на мировом первенстве в Москве — здесь показала на финише 40 результат.
В 2014 году в ходьбе на 20 км заняла 23 место на Кубке мира в Тайцане и 11 место на европейском первенстве в Цюрихе.
В 2015 году финишировала двенадцатой на Кубке Европы в Мурсии, тогда как на чемпионате мира в Пекине в ходе прохождения 20-километровой дистанции была дисквалифицирована.
Принимала участие в командном чемпионате мира по спортивной ходьбе в Риме, где в личном зачёте заняла 36 место. Выполнив олимпийский квалификационный норматив 1:36:00, прошла отбор на Олимпийские игры 2016 года в Рио-де-Жанейро — на сей раз в ходьбе на 20 км не финишировала и не показала никакого результата.